# Rio Odiel
Odiel é um rio pertencente à  bacia atlântica. Nasce na Sierra de Aracena e termina na ria de Huelva onde conflui com o Rio Tinto.
Os seus principais afluentes são os rios Escalada, Meca, Olivargas, Oraque, El Villar, Seca e Agrio.

## Época romana
Era denominado Urius durante a época do Império Romano, altura em que a sua foz era um importante polo comercial, como demostrado pelo achado arqueológico fenício e grego denominado "Depósito de la ría de Huelva" datado de 1000 a. C.,